# Helleriella guerrerensis
Helleriella guerrerensis là một loài thực vật có hoa trong họ Lan. Loài này được Dressler & Hágsater mô tả khoa học đầu tiên năm 1975.